# Hoffmannia nicotianifolia
Hoffmannia nicotianifolia là một loài thực vật có hoa trong họ Thiến thảo. Loài này được (M.Martens & Galeotti) L.O.Williams mô tả khoa học đầu tiên năm 1973.